# Graham Ingels
Vous lisez un « bon article » labellisé en 2021.
Pour les articles homonymes, voir Ingels.
Graham Ingels, né le 7 juin 1915 à Cincinnati dans l'Ohio et mort le 4 avril 1991 à Lantana en Floride, est un dessinateur de comics, connu surtout pour ses bandes dessinées d'horreur.
Dès son adolescence il est obligé de travailler pour nourrir sa famille après la mort de son père. Doué pour le dessin , il suit des études d'art qui lui permettent de trouver un emploi d'illustrateur pour des magazines. Sa carrière démarre vraiment après la Seconde Guerre mondiale. Bien qu'il considère les comics comme un art mineur, il est amené, pour assurer un revenu à sa famille après son récent mariage, à placer des histoires chez plusieurs éditeurs.
En 1946, il est engagé par Standard Comics comme éditeur et responsable artistique. Il continue cependant de proposer ses services à d'autres maisons dont EC Comics à partir de 1948. Il s'y intègre très bien et y dessine des westerns, des récits policiers ou de la science-fiction. Mais c'est lorsque l'éditeur William Gaines, aidé du scénariste et dessinateur Al Feldstein, décide d'abandonner le genre du policier au profit de l'horreur que Graham Ingels révèle tout son talent. Il est un des dessinateurs les plus présents et signe toutes les histoires mettant en scène le personnage de The Old Witch. En 1954, les bandes dessinées d'horreur sont interdites par la censure. Graham Ingels reste chez EC Comics, qui lance de nouvelles collections plus acceptables, jusqu'à ce que William Gaines décide d'arrêter car les ventes sont beaucoup trop faibles. Graham Ingels continue à trouver du travail chez d'autres éditeurs, dont la maison d'édition chrétienne George A. Pflaum, mais il se détache finalement de cet univers après avoir trouvé un emploi de professeur de dessin. Miné depuis des années par un alcoolisme chronique et vivant de plus en plus mal son mariage, il disparaît en 1962. Il abandonne tout pour refaire sa vie en Floride avec une autre femme. Il gagne sa vie comme professeur et rejette tout ce qui peut lui rappeler son ancienne existence. Il peint aussi plusieurs portraits pour des personnalités ou des fresques pour des organismes publics ou privés. Il meurt le 4 avril 1991 à Lantana en Floride.
Bien que sa carrière dans les comics soit plutôt brève, avec une période florissante de moins d'une dizaine d'années lorsqu'il dessine des histoires d'horreur chez EC Comics, elle laisse une forte empreinte. Son style unique le fait considérer comme un des maîtres de l'horreur et a marqué les lecteurs.

## Biographie

### Jeunesse

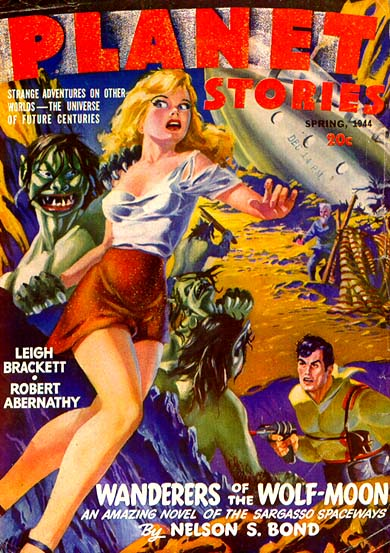
Couverture de Planet stories réalisée par Graham Ingels en 1944.

Graham Ingels naît le 7 juin 1915 à Cincinnati dans l'Ohio mais passe une partie de sa jeunesse en Géorgie et à New York. Alors qu'il a 14 ans, son père, Don Ingels, dessinateur pour publicités, meurt. Les États-Unis sont frappés par la Grande Dépression et Graham Ingels est obligé de travailler très jeune pour subvenir aux besoins de sa famille. Il enchaîne les petits boulots, comme nettoyeur de vitres, mais, comme il est doué pour le dessin, il parvient tout de même à travailler dans un milieu artistique et à 16 ans il réalise des affiches de théâtre. En 1935, il commence à proposer ses dessins comme auteur indépendant pour différentes sociétés et cette même année il se marie. Dans ces années d'avant-guerre, il travaille aussi un temps dans la publicité.
À partir de 1942, il travaille pour l'éditeur de pulps Fiction house où il réalise des illustrations pour des revues et des récits publiés dans Rangers of Freedom, Planet Comics et Wings Comics ,. Sa première histoire publiée est A new type two-man sub is commissioned at... dans Rangers of Freedom no 9 de février 1943. En 1943, durant la guerre il sert dans la marine. C'est durant cette période, alors qu'il est stationné au Hunter College de New-York, qu'il y peint une fresque pour les Nations unies,. Peu après il est affecté sur le USS Missouri mais n'y reste que deux jours avant d'être déplacé à Long Island où il dessine des œuvres pour l'armée. Il trouve aussi du temps pour travailler pour des magazines comme il le faisait avant d'être appelé. Ainsi, il dessine une couverture pour Planet Stories en 1944 mais celle-ci est largement critiquée par les lecteurs et Ingels après cela ne fait plus que des illustrations intérieures.

### Après-guerre

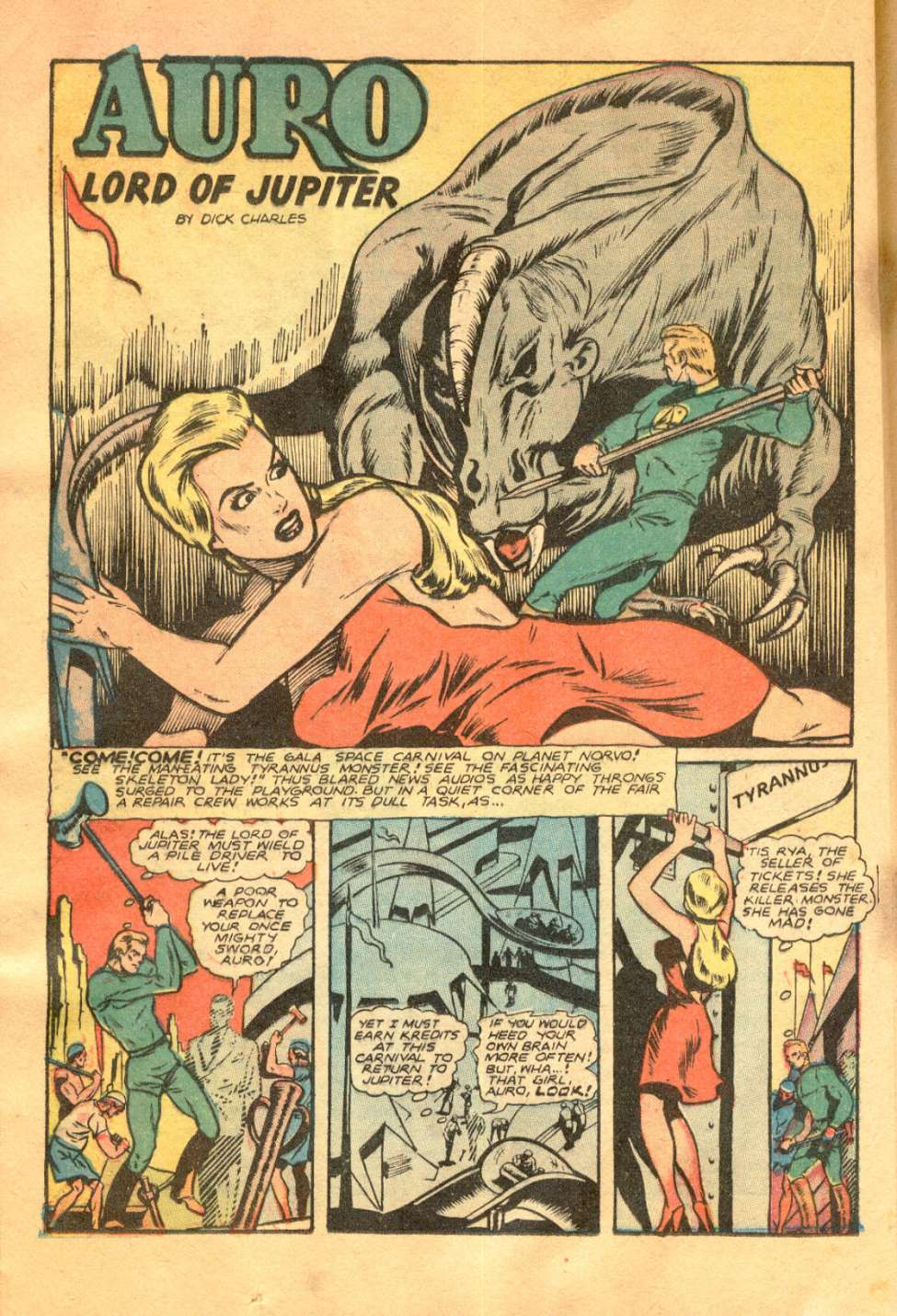
Auro, lord of Jupiter (Planet Comics 58) dessiné par Graham Ingels.

Une fois libéré de ses obligations militaires, Graham Ingels tente de reprendre son emploi d'illustrateur indépendant mais sans succès. Par défaut, il propose ses services à des éditeurs de comics et en 1946 il dessine sa première histoire intitulée Ambassador to Chinatown dans le numéro 39 de New Heroic Comics publié par Famous Funnies. Il contribue alors à plusieurs numéros de celui-ci. Il travaille ensuite pour la maison d'édition Standard Comics en tant que dessinateur (Thrilling Comics, Startling Comics), scénariste (Tygra et Lance Lewis, Space Detective) et éditeur/directeur artistique. Là, sa tâche principale est un temps de corriger les planches de Ken Battefield que Ned Pines, le propriétaire de Standard, lui avait acheté durant la guerre alors que de nombreux dessinateurs étaient au combat et que, de ce fait, étaient engagés des dessinateurs dont le travail était de moindre qualité.[pas clair] Il partage cette tâche jugée particulièrement ennuyeuse avec Rafael Astarita. En tant que responsable éditorial, il remarque le travail de Frank Frazetta et est le premier à l'engager régulièrement,.
Cet emploi chez Standard ne l'empêche pas de proposer ses services à d'autres éditeurs et on le retrouve ainsi chez Fiction House où il dessine la série Auro, Lord of Jupiter dans Planet Comics, des numéros 57 à 61. Durant cette période, les comics policiers connaissent un très grand succès suivant le modèle de Crime Does Not Pay publié par Lev Gleason Publications. Les autres éditeurs suivent cette mode et Graham Ingels est amené à dessiner des histoires policières pour Magazine Enterprises (Manhunt et Killers), D.S. Publishing (Underworld et Gangsters can't Win). Il ne se cantonne cependant pas à ce genre et signe aussi des westerns comme, entre autres, Guns chez Magazine Enterprises ou Western Fighter pour Hillman Periodicals. Enfin, il travaille sur plusieurs séries publiées par Fox Feature Syndicate.

### EC Comics

#### Succès

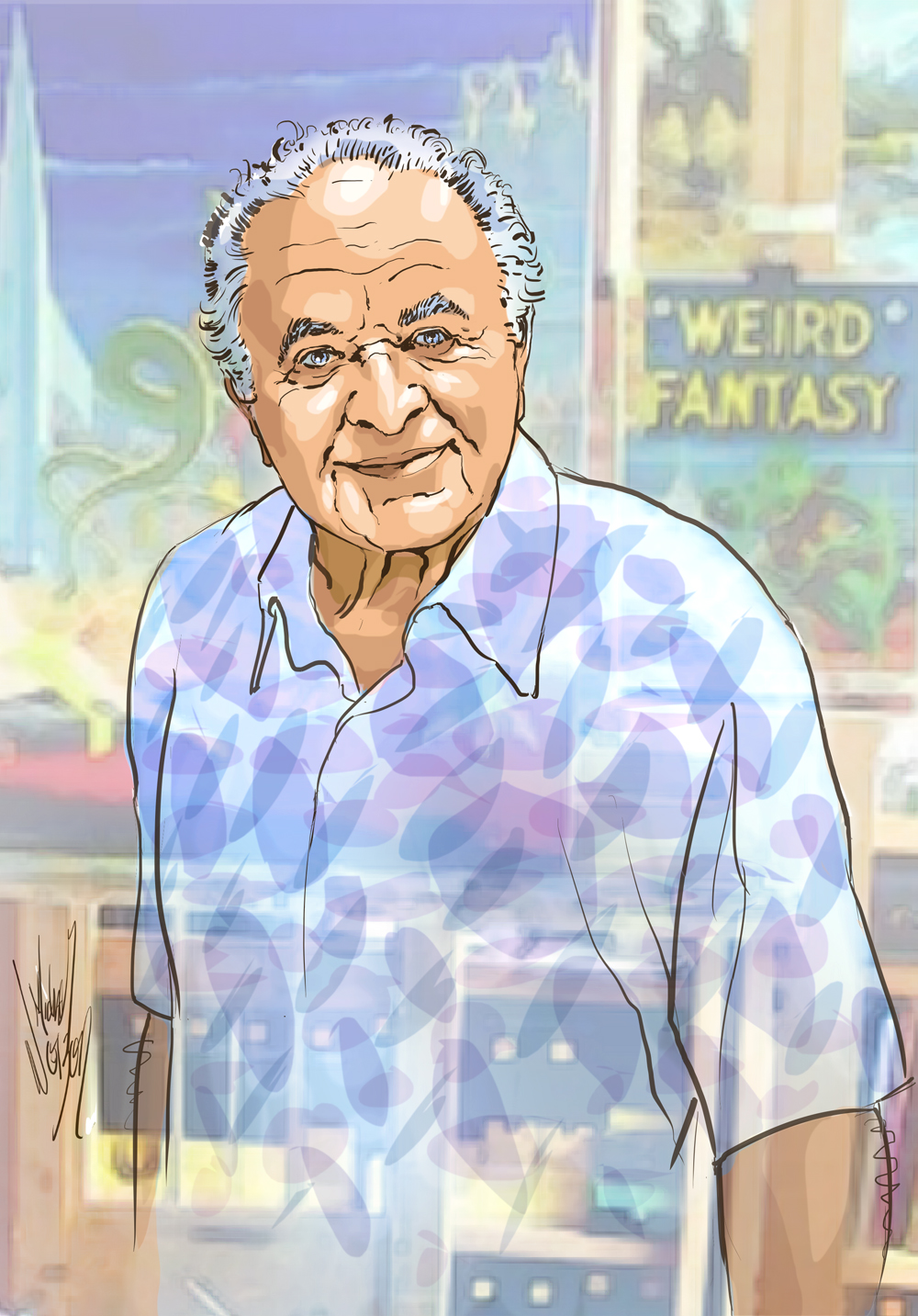
Al Feldstein, un des scénaristes des récits d'horreur illustrés par Graham Ingels.

En 1948 Graham Ingels rejoint EC Comics. Ses premiers travaux pour cet éditeur sont The Dead Man's Hand et The Apache Assassin publiés dans le premier numéro de Gunfighter (no 5 sur la couverture). Toutefois il continue à fournir des planches pour d'autres éditeurs (Magazine Enterprises, Fiction house, Youthful). EC Comics était à l'origine une maison d'édition spécialisée dans les comics religieux ou éducatifs et était constamment déficitaire. Bill Gaines aidé d'Al Feldstein changent radicalement de politique éditoriale dans cette fin des années 1940 et décident de proposer des comics qui suivent les modes du moment. Ainsi, ils publient des westerns, de la romance, du policier et de la science-fiction. Graham Ingels est présent dans de nombreux comics d'EC quel que soit le genre. Sa signature se retrouve ainsi sur Saddle Justice, War Against Crime, Crime Patrol, Saddle Romance, Modern Love et A Moon, A Girl, Romance. Bien qu'EC soit enfin bénéficiaire, Gaines et Feldstein ne sont pas satisfaits de ce qu'ils publient et comme ils apprécient tous deux les récits fantastiques et d'horreur, ils décident de proposer de telles histoires. Après quelques essais très positifs dans les comics policiers, ils décident de transformer ceux-ci en comics d'horreur. Crime patrol devient The Crypt of Terror et War against Crime The Vault of Horror. Quant à Gunfighter il est renommé en The Haunt of Fear. Graham Ingels participe aux récits d'horreur du New Trend dès le premier numéro de Vault of horror (no 13 sur la couverture) avec le titre Doctor of Horror. À partir de ce moment il se spécialise dans ce genre et fournira uniquement pour EC des histoires publiées dans The Haunt of Fear, Tales from the Crypt, The Vault of Horror, Crime SuspenStories et Shock Suspenstories. Cette spécialisation lui vaut le surnom de Ghastly qu'il utilise pour signer ses histoires d'horreur.
Chacun des comics d'horreur est constitué de quatre histoires et chacune de celles-ci est introduite par un « hôte » : The Vault-Keeper, The Crypt-Keeper et The Old Witch. Chacun a son magazine attitré mais se retrouve aussi dans les deux autres. Bien qu'il ne soit pas le créateur du personnage, Graham Ingels devient le dessinateur de The Old Witch et des histoires qu'elle raconte à partir du quatrième numéro de The Haunt of Fear. Il est aussi le seul dessinateur des couvertures de ce dernier à partir du numéro 11 et ce jusqu'à sa fin au numéro 28. Ces années chez EC sont très fertiles pour Ingels qui est le quatrième dessinateur ayant le plus d'histoires publiées chez cet éditeur (101 histoires et 31 couvertures). EC Comics recrute de nombreux auteurs talentueux et Graham Ingels ne dépare pas au regard de ses collègues comme Wally Wood, Al Williamson ou Harvey Kurtzman. Sa spécialisation dans les récits d'horreur lui attache un lectorat enthousiaste. Mais, malgré ce succès, son mariage et ses enfants, Graham Ingels est malade ; il souffre d'alcoolisme chronique,. À cause de cela, il éprouve parfois des difficultés à rendre ses planches à temps. Bill Gaines en vient alors à lui imposer de fausses dates de retour, plus tôt que nécessaire, pour avoir le matériel à temps. De plus, cet alcoolisme chronique fait parfois disparaître Graham Ingels pendant plusieurs jours sans que quiconque sache où il est.

#### De la fin D'EC Comics à son dernier comics
En 1953, l'État fédéral américain, inquiet de l'influence que peuvent avoir les comics sur les enfants et poussé par une partie de l'opinion publique qui y voit une cause de la délinquance juvénile, institue un sous comité sénatorial sur la délinquance juvénile. Plusieurs personnalités, dont Bill Gaines et Fredric Wertham, auteur de Seduction of the Innocent qui attaque la nocivité des comics, sont entendues. En 1954, pour éviter une censure d'État, les éditeurs fondent le Comics Code Authority, un organe d'auto-censure qui empêche de fait la diffusion des comics d'horreur. William Gaines cesse alors la publication de ceux-ci et essaie de lancer de nouvelles séries plus acceptables. Graham Ingels reste chez EC et fournit plusieurs histoires pour les nouvelles collections (Valor, Piracy et M.D.). Il est encore présent quand après l'échec de ces nouvelles séries, Gaines lance des magazines, intitulés Picto-Fiction, comprenant des textes illustrés. Il signe les dessins pour des histoires publiées dans Crime Illustrated, Shock Illustrated et Terror Illustrated,.
Aucun de ces essais ne trouve son lectorat et William Gaines décide de cesser la publication de ces magazines déficitaires. Il ne garde que Mad qui connaît un très grand succès. Graham Ingels n'est pas de cette aventure et quitte finalement EC Comics. Il retrouve du travail quelques mois plus tard dans un genre bien éloigné de l'horreur. En effet, peu de temps avant son départ d'EC, il avait signé une histoire, Waterloo, pour Classics Illustrated édité par Gilberton d'après un roman d'Erckmann-Chatrian. En 1957-1958, il travaille pour l'éditeur chrétien George A. Pflaum sur quelques numéros de Treasure Chest et en 1959, il est de nouveau chez Gilberton et dessine des numéros du comics éducatif The World Around Us et encore un numéro de Classics Illustrated. Son dernier travail est pour cet éditeur publié en août 1959,.

### Après les comics

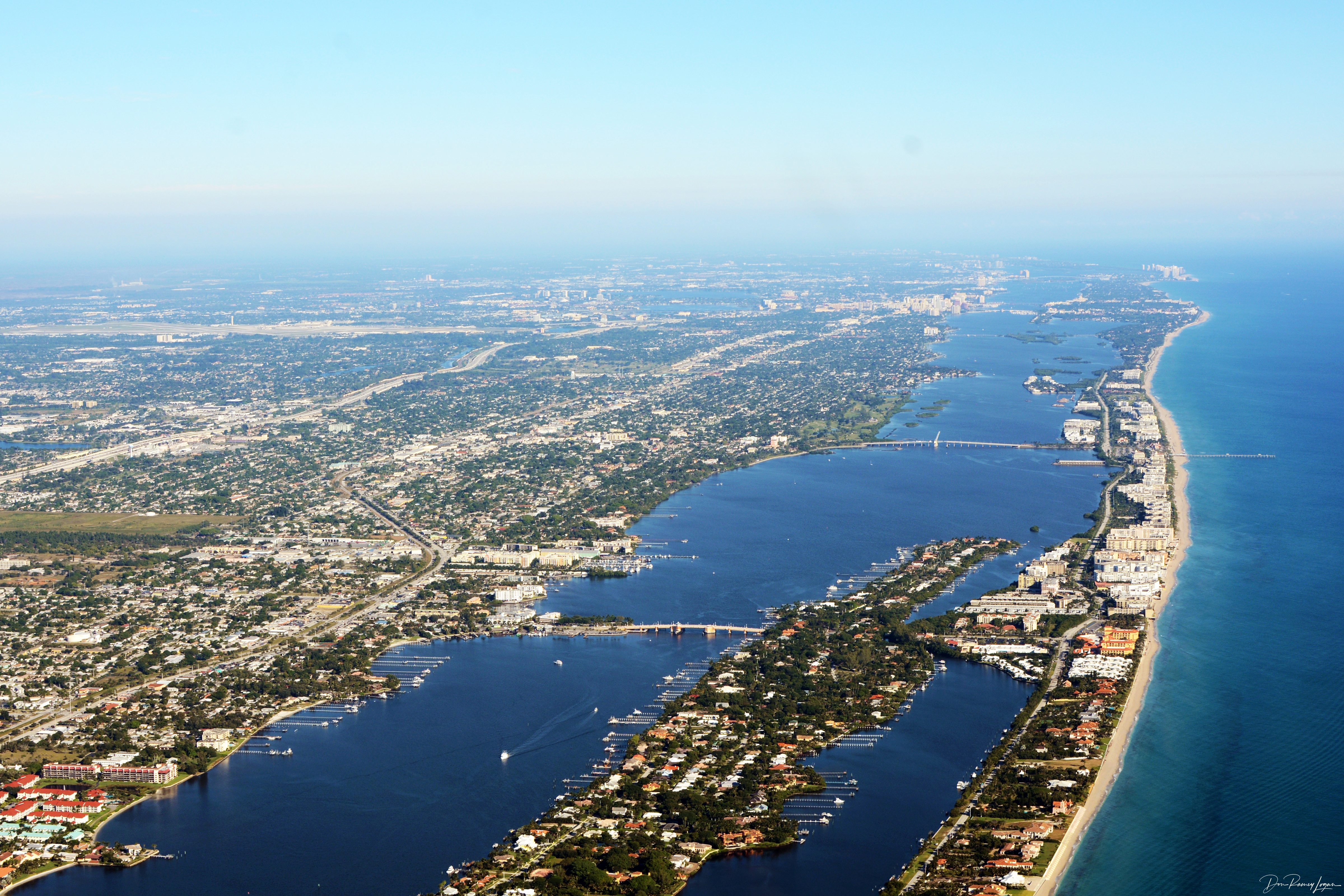
South Palm Beach et Lantana où vécut Graham Ingels.

Ces travaux sont surtout alimentaires mais demeurent insuffisants. Aussi à la fin de 1959, Graham Ingels se reconvertit dans l'enseignement. Il donne d'abord des cours de peinture dans son atelier à Long Island puis devient professeur à la Famous Artists School située à Westport dans le Connecticut et qui donne des cours de dessin par correspondance,. En 1962, il abandonne tout, sa femme Gertrude, ses deux enfants et son emploi. Il part un matin travailler et disparaît sans que personne sache où il est. Son épouse doit alors trouver un emploi de secrétaire et sa fille travaille dans une église. Jusqu'en 1972, il ne donne aucun signe de vie à quiconque. C'est seulement dix ans après sa disparition qu'il se manifeste auprès de William Gaines. Il est alors à Lantana en Floride où il donne des cours de dessins,. Son départ s'explique par le refus de son épouse de divorcer. Lorsqu'il part, il est accompagné par Dorothy Bennett, une pianiste classique. Ingels et Bennett se sont installés à Lantana dans des maisons mitoyennes car Dorothy Bennett est venue avec sa mère. Lorsque celle-ci meurt, les deux vivent alors ensemble.
Bien que séparé de Gertrude, il n'a jamais divorcé,. Dans les années 1980, il se réconcilie avec sa fille Deanna mais son fils Robby refuse de le revoir. Graham Ingels ne veut plus entendre parler de ses années à EC Comics et refuse même les royalties qui lui reviennent lors des réimpressions des comics d'EC. Gaines le force à accepter en évoquant des difficultés dans sa trésorerie si Ingels ne prend pas ces paiements
En plus de son travail d'enseignement, il peint plusieurs œuvres dont certaines commandées par des institutions, des entreprises (la banque de Belle Glade lui commande cinq fresques illustrant l'histoire de la région) ou des personnalités. Ainsi, la Floride lui commande une série de peintures murales relatant l'histoire de l'État. Après ces années d'enseignement, Graham Ingels se consacre à la peinture. Quoiqu'il ait longtemps renié ses années de dessinateur de récits d'horreurs, Bill Gaines le convainc de rentrer en contact avec Russ Cochran qui réédite les séries d'EC Comics et qui a mis aux enchères de nombreuses planches de cet éditeur. Après avoir discuté, Ingels accepte de peindre des œuvres représentant The Old Witch, mais en changeant la couleur de sa robe rouge en violet, arguant que le rouge est trop violent pour ses yeux,. Graham Ingels meurt le 4 avril 1991 à Lantana, d'un cancer de l'estomac, probable conséquence de l'alcoolisme qui l'a miné pendant des décennies,.

## Analyse
Le début des années 1950 est un âge d'or pour les comics d'horreur. Or Graham Ingels trouve dans ce genre l'espace idéal pour déployer son talent. Il excelle dans la peinture d'atmosphères macabres. Les auteurs (Wright Bradford ou Donald Vaughan,) qui ont analysé son style soulignent tous combien il peint au mieux des êtres en décomposition, des corps impossibles. Bien que d'autres dessinateurs excellent aussi dans ce style et se retrouvent aussi chez EC Comics comme Jack Davis, la force de son style a, selon S. C. Ringgenberg, pratiquement « défini le genre »,. De plus, le style de Graham Ingels a été jugé comme étant bien adapté à des histoires d'horreur car il était aussi doué pour rendre les atmosphères gothiques.
Pour ces travaux de bande dessinée, Graham Ingels utilise la technique du brossage à sec et utilise parfois, comme sur ses illustrations des Picto-Fictions publiés par EC Comics, un papier nommé en anglais Coquille board (en) qui a un rendu granuleux.

## Hommages

### Admirateurs

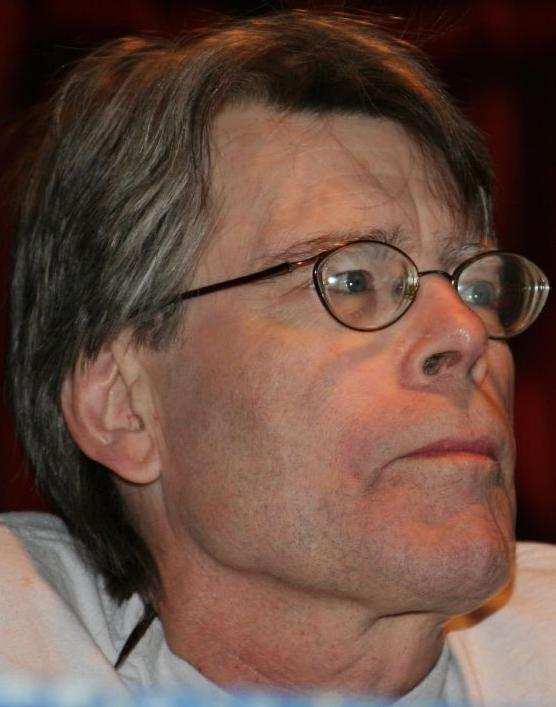
Stephen King, un des admirateurs de Graham Ingels.

En 1972, lorsque Bill Gaines apprend que Graham Ingels est toujours vivant, il en fait part aux spectateurs d'un festival de bande dessinée consacré aux EC Comics, la EC Fan Addict Convention qui se tient à New York. Graham Ingels est alors élu Meilleur dessinateur d'horreur d'EC et l'histoire Horror We ? How's Bayou ?, qu'il a dessinée, la meilleure histoire d'horreur d'EC. Quant aux spectateurs, plusieurs portent un bouton sur lequel est inscrit Ghastly Lives. Cependant Graham Ingels n'est pas sensible à ces marques d'admiration et refuse tout contact avec ses fans que ce soit pour des dédicaces ou des interviews. Quoiqu'il garde son amitié pour Gaines, il ne veut pas entendre parler de ses travaux pour EC Comics pendant des années.
Parmi les admirateurs des comics d'EC et d'Ingels se trouve Stephen King qui dans sa nouvelle Le Croque-mitaine rend hommage à Graham Ingels dont une histoire est citée par un des personnages,. Stephen King souhaitait que l'affiche du film Creepshow, qu'il scénarise, soit dessinée par Graham Ingels mais celui-ci, ne voulant plus rien à voir avec l'horreur, refuse,. Bernie Wrightson, un autre maître de la bande dessinée d'horreur, doit aussi beaucoup à Ingels comme le montre l'analyse de leurs deux styles très proches. En effet, Bernie Wrightson dessine souvent des visages qui rappellent « les figures horriblement bulbeuses » dessinées par Ingels.

### Distinctions
- 2009 : inscription au temple de la renommée Will Eisner (à titre posthume)[24]
- 2011 : création en son honneur des prix Ghastly attribué à des auteurs de comics d'horreur. Il est le premier récipiendaire à titre posthume[17].